# Гуачене
Гуачене (исп. Guachené) — город и муниципалитет на юго-западе Колумбии, на территории департамента Каука. Входит в состав Северной провинции.

## История
Поселение, из которого позднее вырос город, было в 1870 году. Муниципалитет Гуачене был выделен в отдельную административную единицу в 2006 году.

## Географическое положение

Муниципалитет Гуачене

Город расположен в северной части департамента, на западных склонах Центральной Кордильеры, на расстоянии приблизительно 73 километров к северо-востоку от города Попаян, административного центра департамента. Абсолютная высота — 997 метров над уровнем моря.
Муниципалитет Гуачене граничит на севере с территорией муниципалитета Пуэрто-Техада, на востоке — с муниципалитетом Падилья, на юге, юго-востоке и юго-западе — с муниципалитетом Калото, на северо-западе — с муниципалитетом Вилья-Рика. Площадь муниципалитета составляет 392,21 км².

## Население
По данным Национального административного департамента статистики Колумбии, совокупная численность населения города и муниципалитета в 2015 году составляла 19 815 человек.
Динамика численности населения муниципалитета по годам:
| 2007   | 2008   | 2009   | 2010   | 2011   | 2012   | 2013   | 2014   | 2015   |
| ------ | ------ | ------ | ------ | ------ | ------ | ------ | ------ | ------ |
| 19 553 | 19 568 | 19 591 | 19 619 | 19 654 | 19 696 | 19 732 | 19 775 | 19 815 |

## Экономика
Основу экономики Гуачене составляет сельскохозяйственное производство. Основной возделываемой культурой является сахарный тростник.